# Zeven Provinciën (schip)
Zr.Ms. De Zeven Provinciën of Zeven Provinciën is een naam die gevoerd is door vijf linieschepen die hebben gediend bij Staatse vloot en door drie schepen van de Nederlandse marine. De schepen zijn vernoemd naar de zeven gewesten die onder de naam (De) Zeven Provinciën een confederatie vormden waaruit de Republiek der Zeven Verenigde Nederlanden ontstond.

## Lijst van de schepen

### 17e en 18e eeuw
| Afbeelding | Naam                         | Soort schip | Admiraliteit                         | Bouwjaar | Lengte | Wijdte | Holte | Bewapening    | Bemanning | Opmerkingen                            |
| --- | ---------------------------- | ----------- | ------------------------------------ | -------- | ------ | ------ | ----- | ------------- | --------- | -------------------------------------- |
| | Zeven Provinciën (1643)      | Linieschip  | Admiraliteit van Amsterdam           | 1642     | 128    | 31,5   | 12    | 32-48 stukken | 190       | Na 1660 niet meer genoemd.             |
| | Zeven Provinciën (1665-1667) | Linieschip  | Admiraliteit van Amsterdam           | 1665     | 128    | 32     | ?     | 46-48 stukken | 205       | Na 1667 omgedoopt in St. Jan Baptista. |
| Model (schaal 1:87) van de Zeven Provinciën uit 1665, gemaakt in opdracht van de Bataviawerf door Herbert Tomesen. | Zeven Provinciën (1665-1694) | Linieschip  | Admiraliteit van de Maze             | 1642     | 163    | 43     | 16    | 84 stukken    | 500       | In 1694 voor de sloop verkocht.        |
| | Zeven Provinciën (1694)      | Linieschip  | Admiraliteit van de Maze             | 1694     | 170    | 46     | 17    | 92 stukken    | 525       | In 1706 vergaan.                       |
| | Zeven Provinciën (1782)      | Linieschip  | Admiraliteit van het Noorderkwartier | 1782     | 179    | 48/9   | 22    | 74 stukken    | ?         | In 1794 voor de sloop verkocht.        |

Lengte, wijdte en holte in voet.

### 20e en 21e eeuw
| Afbeelding | Naam                              | Soort schip                          | Klasse                              | Bouwjaar | Lengte | Breedte | Diepgang | Bewapening | Bemanning | Opmerkingen                                                                                        |
| ---------- | --------------------------------- | ------------------------------------ | ----------------------------------- | -------- | ------ | ------- | -------- | --- | --------- | -------------------------------------------------------------------------------------------------- |
|            | Hr.Ms. De Zeven Provinciën (1910) | Pantserschip                         | n.v.t.                              | 1910     | 101,5  | 17,1    | 6,15     | 2 x 28 cm kanonnen, 4 x 15 cm, 10 x 7,5 cm en 1 x 7,5 cm mortier. | 418       | In 1942 tot zinken gebracht, gelicht en wederom tot zinken gebracht.                               |
|            | Hr.Ms. De Zeven Provinciën (1953) | Lichte kruiser                       | De Zeven Provinciënklasse (kruiser) | 1953     | 185,7  | 17,25   | 6,85     | 8 x 152 cm kanonnen in vier dubbeltorens; 8 x 57 mm mitrailleurs, 8 x 40 mm, 1 lichtraketwerper en 2 dieptebomrekken.                                                                    | 957       | In 1976 verkocht aan Peru en omgedoopt in B.A.P. Almirante Aquirre. In 2001 afgevoerd en gesloopt. |
|            | Zr.Ms. De Zeven Provinciën (2002) | Luchtverdedigings- en commandofregat | De Zeven Provinciënklasse (fregat)  | 2002     | 144,24 | 18,82   | 5,10     | 40 x MK 41 Evolved Sea Sparrow, 8 x Harpoon lanceerbuizen, 1 x 127 mm kanon, 2 x SGE-30 Goalkeeper snelvuurkanonnen, 2 x 20 cm mitrailleurs, 4 x 323 mm torpedo's, transporthelikopters. | 180       | In dienst april 2002.                                                                              |

Lengte, breedte en diepgang in meter.